# Helvig von Holstein

Helvig von Holstein

Helvig von Holstein (auch Hedwig von Holstein; * um 1257? in Itzehoe; † zwischen 1324 und 1326) war von 1276 bis 1290 schwedische Königin.

## Königin
Helvig von Holstein war Tochter des Grafen Gerhard I. von Itzehoe-Holstein (1232–1290) und seiner Frau Elisabeth von Mecklenburg († ca. 1280).
Am 11. November 1276 heiratete Helvig in Kalmar den schwedischen König Magnus I. (1240–1290), der ein Jahr zuvor zum schwedischen König gewählt worden war. Die Hochzeit stand unter einem schlechten Stern, da wegen eines Feuers bei den Feierlichkeiten fast die gesamte Stadt abbrannte.
Helvig wurde offiziell am 29. Juli 1281 in Söderköping zur schwedischen Königin gekrönt. Es war die erste Krönung einer königlichen Gemahlin überhaupt in der schwedischen Geschichte.
In der schwedischen Geschichtsschreibung wird Helvig als vorbildliche Königin und Mutter beschrieben. Politisch war ihr Einfluss wohl gering.

## Witwe
Nach dem Tod ihres Mannes ließ sich Helvig auf dem Gut Dåvö bei Munktorp (Västmanland) nieder, das sie als Morgengabe zur Hochzeit bekommen hatte. Helvig überlebte alle ihre Söhne, die sich in innenpolitischen Streitigkeiten gegenseitig befehdeten. Sie starb auf Dåvö zwischen März 1324 und Februar 1326. Vermutlich liegt sie heute in der Riddarholmskyrkan in Stockholm neben ihrem Mann und ihrer Tochter Rikissa begraben.

## Kinder
Magnus und Helvig hatten aus ihrer Ehe sechs Kinder:
1. Erik Magnusson (1277–1279)
2. Ingeborg Magnusdotter (1277/1279–1319), verheiratet mit dem dänischen König Erik VI. Menved (1274–1319)
3. Birger Magnusson (1280–1321), König von Schweden
4. Erik Magnusson, Herzog von Södermanland (1282–1318)
5. Waldemar Magnusson (um 1280–1318), Herzog von Finnland
6. Rikissa Magnusdotter (1285/1287–1347/1348), Äbtissin des Klosters Sankta Klara in Stockholm